# Maddie Mastro
Madeline Mastro (conocida como Maddie Mastro; Wrightwood, 22 de febrero de 2000) es una deportista estadounidense que compite en snowboard.
Ganó dos medallas en el Campeonato Mundial de Snowboard, plata en 2021 y bronce en 2019, ambas en la prueba de halfpipe. Adicionalmente, consiguió cuatro medallas en los X Games de Invierno.

## Medallero internacional
| Campeonato Mundial | Campeonato Mundial         | Campeonato Mundial | Campeonato Mundial |
| Año                | Lugar                      | Medalla            | Prueba             |
| ------------------ | -------------------------- | ------------------ | ------------------ |
| 2019               | Park City (Estados Unidos) | Medalla de bronce  | Halfpipe           |
| 2021               | Aspen (Estados Unidos)     | Medalla de plata   | Halfpipe           |

| X Games de Invierno | X Games de Invierno    | X Games de Invierno | X Games de Invierno |
| Año                 | Lugar                  | Medalla             | Prueba              |
| ------------------- | ---------------------- | ------------------- | ------------------- |
| 2018                | Aspen (Estados Unidos) | Medalla de bronce   | Superpipe           |
| 2021                | Aspen (Estados Unidos) | Medalla de plata    | Superpipe           |
| 2023                | Aspen (Estados Unidos) | Medalla de plata    | Superpipe           |
| 2025                | Aspen (Estados Unidos) | Medalla de plata    | Superpipe           |